# Raffaella Corcione Sandoval
Raffaella Corcione Sandoval (Caracas, 26 dicembre 1951) è una pittrice e scultrice venezuelana naturalizzata italiana.

## Biografia
Trascorre la sua infanzia a Caracas, fino al 1957, anno in cui la sua famiglia si trasferisce in Italia a causa della rivoluzione politica. Dopo circa una decina di anni torna in Venezuela dove studia nella Scuola d'Arte Studios Sancho, nella capitale. Tornata in Italia, nel 1971 sposa Tito Luccichenti, figlio dell'architetto Amedeo Luccichenti, noto collezionista d'arte romano, con cui vive a Roma un periodo fortemente formativo tra aste e gallerie. Nel 1973 ottiene l'annullamento dalla Sacra Rota. Tornata a Napoli, l'armatore Achille Lauro, grande amico di suo padre, deceduto nel 1968, presidente in carica della SSCN, diventato suo tutore, appoggia la sua carriera artistica. È stata allieva di Novella Parigini e Emilio Maria Avitabile.
Esordisce in una mostra personale svoltasi a Napoli presso il ”Circolo della Stampa” nel 1975. Dal 1976 al 1982 partecipa al Concorso Internazionale di Pittura presso la Cappella Palatina di Santa Barbara/Maschio Angioino (Napoli), nella stessa sede, alla Mostra Regionale d'Arti Figurative ottenendo ampi consensi. Sposa, nel 1975 e secondo il rito Ortodosso, un giovane ed ufficiale medico di nazionalità Greca, Costantino Maurodopulos, dalla cui unione nasceranno tre figlie. Il fortissimo dolore per la perdita della seconda bambina l'avvia ad un percorso spirituale che partito da una fase teologica, frequentando il triennio di specializzazione presso la Pontificia Facoltà Teologica dell'Italia Meridionale della Sezione San Luigi (Napoli), giunse, grazie ad innumerevoli viaggi in India, all'approfondimento del pensiero filosofico orientale, e all'incontro con Sri Sathya Sai Baba, suo maestro spirituale, fondando a Napoli nel 1992 il primo “Centro Sai Baba”.
Dal 1985 al 1998 decide di non esporre più pubblicamente pur continuando la sua attività artistica, diventando inoltre Stilista di Moda e Grafica Pubblicitaria. Riprende ad esporre, con la mostra personale “Visioni”, presso l’associazione culturale Omega-Alfa (Roma 1998) e partecipa a innumerevoli manifestazioni culturali, mostre personali e collettive. Per l’artista, il millennio si apre con il progetto Dia-Logos nato dopo la tragedia dell'11 settembre 2001 che comprende una serie di 11 mostre itineranti basate sul Dualismo degli Opposti, di cui al momento sono stati realizzati quattro eventi, “L’Armonia” presso La Casina Pompeiana 2001 (Napoli) “Le Pezze dell’anima” presso La Cappella di Villa Rufolo 2002 (Ravello) “La Danza Cosmica” presso La Reggia di Caserta 2003 e “La Quarta Dimensione” presso il Museo Mida e le Grotte dell'Angelo 2004 ( Pertosa).
Nel 2003 la sua opera “Cenacolo Concettuale” composta da 13 tavolette, viene donata e rimane in esposizione permanente presso la pinacoteca del Duomo di Ravello. Nel 2004 la sua opera “Alleanza Kosmica” composta da 9 pannelli, viene consegnata al Custode Padre Vincenzo Coli per la pinacoteca del Sacro Convento di Assisi, in veste di membro attivo dell’Associazione Culturale “Il Mandir della Pace”.
Nel 2005, presso il Complesso Monumentale Archeologico San Pietro a Corte (Salerno), espone l'opera scultorea in tessuto cristallizzato, tecnica di sua invenzione, dal titolo " La Sindone Partenopea", evento sponsorizzato dalla Sovrintendenza e dal Ministero per i beni e le attività culturali, esposta in seguito nel biennio successivo a Torino presso il Filatoio di Caraglio nella grande mostra internazionale “Il Velo” curata da Andrea Busto. Nel 2014 mostra personale “La Maddalena di Proust” presso il complesso Monumentale “Certosa di San Lorenzo “ Padula SA. La sua ultima personale “Orcalumis Vitae” nel 2015 / 2016 presso La Casina delle Civette, Musei di Villa Torlonia Roma. Nel 2022 partecipa alla Biennale di Venezia con l'opera dal titolo  “A.C. Vaso di Pandora D.C”.

## Riconoscimenti
- 1978:  I premio Marc Aurelio Roma
- 1979:  Medaglia d’Oro dall’Accademia Italia delle Arti, delle Lettere e delle Scienze, Salsomaggiore
- 1979:  I premio speciale Leonardo da Vinci Roma
- 1983:  Diploma d'Onore dell’Ordine Internazionale dei Volontari della Pace" Salsomaggiore
- 1983:  Membro Honoris Causa a vita del Centro Divulgazione “Arte e Poesia”
- 2009: Accademico Tiberino della Pontificia Accademia di Roma
- 2010: I Premio Amici di Israele
- 2014: Artista UNICEF Nazionale-Italia
- 2015: “Artista Dell’Anno 2015” Comitato Rivista, EA Palermo
- 2015: “I Premio Internazionale Antonello Da Messina”, EA Palermo
- 2015: “I Premio Cultura”, EA Palermo